# David Perlov
David Perlov, hebräisch דוד פרלוב, (* 9. Juni 1930 in Rio de Janeiro; † 13. Dezember 2003 in Tel Aviv) war ein brasilianisch-israelischer Dokumentarfilmer.

## Leben und Werk

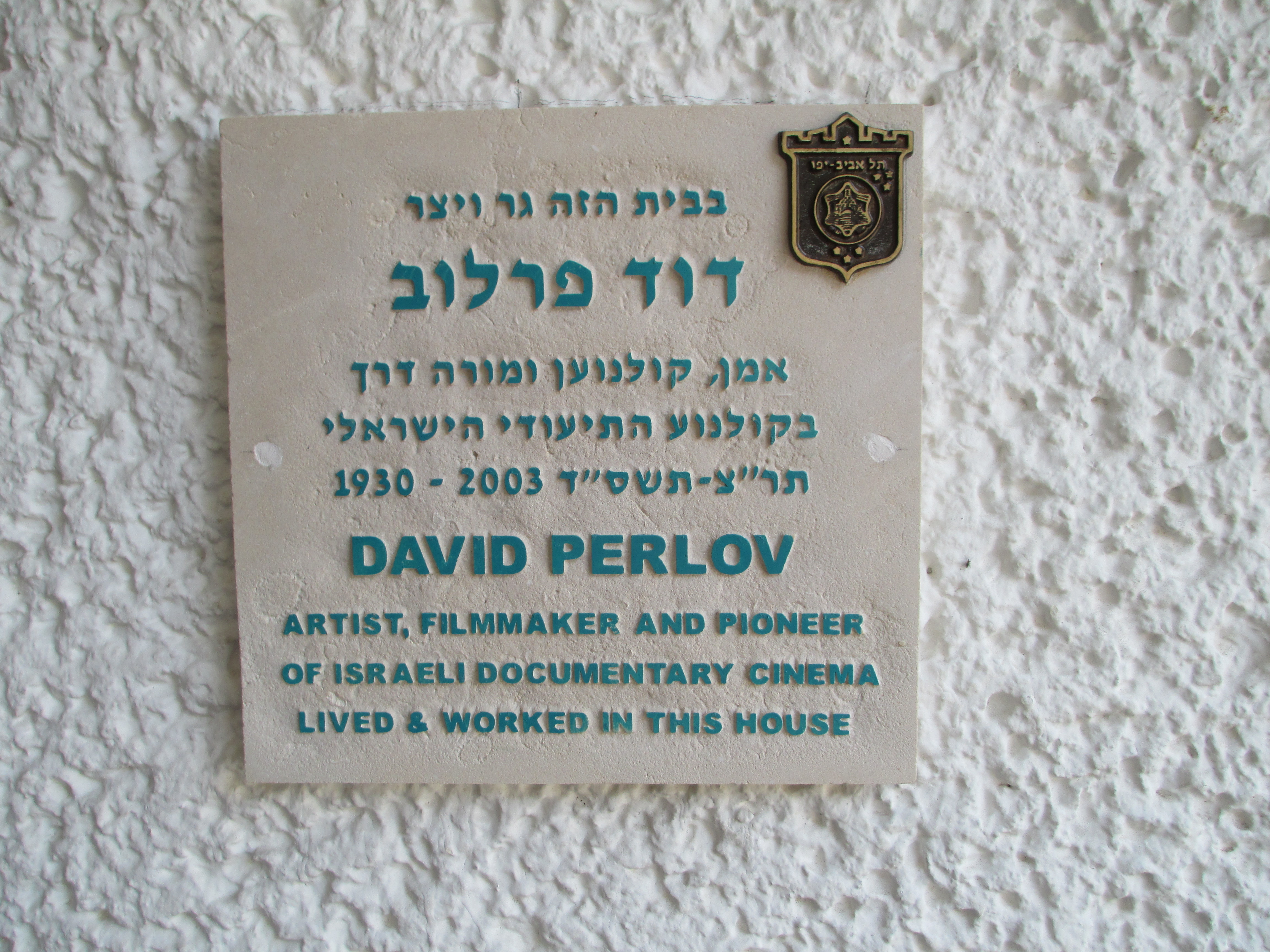
Gedenkplakette am Wohnhaus

David Perlov wuchs in Belo Horizonte auf und lebte ab seinem 10. Lebensjahr bei seinem chassidischen Großvater in São Paulo. Er war einer der Leiter der jüdischen Jugendbewegung in Brasilien. Mit 22 Jahren zog er nach Paris. Er studierte an der École nationale supérieure des beaux-arts de Paris und arbeitete im Atelier von Árpád Szenes sowie in der Cinémathèque française. Er arbeitete mit Henri Langlois und Joris Ivens sowie Chris Marker und Jacques Prévert zusammen. 1957 entstand sein erster Kurzfilm Tante chinoise/Old Aunt China, der auf Zeichnungen eines 12-jährigen Mädchens basierte; die Zeichnungen hatte er im Keller des Hauses, in dem er lebte, gefunden. 1958 emigrierte Perlov nach Israel und lebte mit seiner Frau Mira im Kibbutz Bror Chail, später in Tel Aviv. Das Paar hatte zwei Töchter. Perlov erhielt zahlreiche Auszeichnungen für seine Filme, die unter anderem auf der documenta 14 gezeigt wurden.

## Filmografie (Auswahl)
- 1963: In Jerusalem
- 1983: Diary
- 2003: My Stills (1952–2002)
- 2013: Footsteps In Jerusalem
- 2014: David Perlov